# 社会学理论
在社會學中，社會學觀點（或社會學理論、社會學範式），是複雜的理論性和方法學框架，旨在分析和解釋社會學的研究對象，並協助把社會學的知識組織好。
社會學理論在不斷演化當中，所以永不能把它視為完整的。它涉及到宏觀層面的分析，聚焦於塑造社會的社會結構，以及微觀層面的分析，對在特定情況下發生的社會互動作近距離研究。

## 歷史
社會學觀點這個意念來自彼得博傑。他指出社會學觀點在於見微知著，它能協助社會學家透過特定的個人行為去了解廣泛的規律。社會學觀點可以理解為我們自己的個人選擇以及社會是如何在塑造我們各自的生活。